# La principessa Tarakanova (film)
La principessa Tarakanova è un film del 1938 diretto da Fëdor Ozep e Mario Soldati.

## Trama
Il conte Orlov, favorito dell'imperatrice Caterina, parte per Venezia con lo scopo di sedurre la giovane principessa Elisabetta Tarakanova, pretendente al trono, per poi riportarla in Russia dove la aspetta una processo per alto tradimento e la condanna a morte. Il conte si scopre innamorato e cerca di liberarla, ma dovrà invece condividerne il tragico destino.

## Produzione
L'allora esordiente Anna Magnani è qui doppiata da Marcella Rovena

## Distribuzione
Il film fu distribuito nelle sale cinematografiche italiane a partire dal 16 marzo del 1938.